# Срђан Огњановић
Срђан Огњановић (Београд, 1954) српски је математичар. Био је директор Математичке гимназије у Београду од 2008. до 2019. године.

## Биографија
Дипломирао је на Математичком факултету у Београду. Пре тога, Огњановић је био ученик Математичке гимназије, коју је завршио 1972. године. У њој је започео, иако тада још увек студент, своју професионалну каријеру наставника математике. Након дипломирања каријеру је посветио предавању математике у истој школи, сада већ више од тридесет година као професор Математичке гимназије у Београду.
Његови ученици су освојили бројне награде на међународним научним олимпијадама из математике, физике, информатике, астрономије, астрофизике и наука о Земљи, такође на другим престижним такмичењима широм света, и освојили су многе стипендије на врхунским универзитетима.
Аутор је бројних књига и збирки задатака за основне и средње школе, као и посебних збирки задатака за припрему за такмичења из математике и математичких радних свезака које се користе као припрема за пријем на факултете.

## Награде
Уврштен је 14. фебруара 2011. међу „300 најмоћнијих људи у Србији”, на листи коју годишње објављују дневне новине Блиц. Члан је Axel Springer SE. Критеријуми су били лакоћа у постизању циљева, свест јавности, финансијски и политички утицај, лични интегритет и ауторитет, припадност институције коју особа представља и лична харизма.
Године 2010, за објављена дела, примио је:
- Велику награду на 16. међународном сајму књига у Новом Саду, Привредне коморе Војводине[7]
- Награду „Стојан Новаковић” за најбољи уџбеник и комплет уџбеника у издању Завода за уџбенике и наставна средства.[8]